# Ибарбо, Виктор
Сегу́ндо Ви́ктор Иба́рбо Герре́ро (исп. Segundo Víctor Ibarbo Guerrero; 19 мая 1990, Тумако, Колумбия) — колумбийский футболист, вингер. Выступал в сборной Колумбии. Участник чемпионата мира 2014 года.

## Клубная карьера

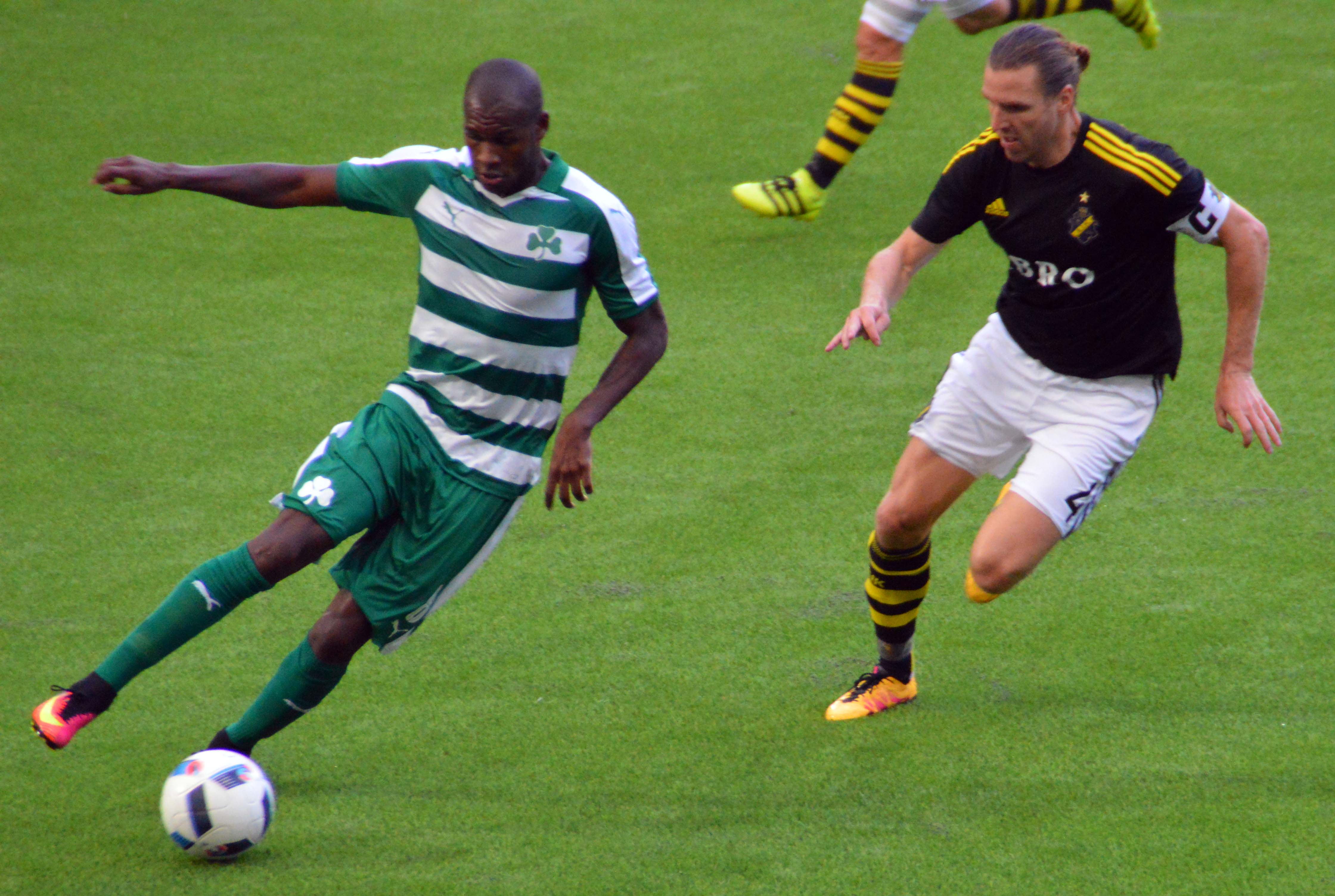
Ибарбо (слева) в составе «Панатинаикоса»

Ибарбо — воспитанник клуба «Атлетико Насьональ». 1 марта 2009 года в поединке против «Депортес Толима» он дебютировал за команду в Кубке Мустанга. 14 мая в поединке против «Индепендьенте Медельин» он забил свой первый гол за клуб. Летом того же года итальянский «Удинезе» предлагал за Ибарбо 4 млн евро, но затем отказался от покупки из-за невнятного выступлений полузащитника.
В 2011 году Виктор перешёл в «Кальяри». Сумма трансфера составила 2,3 млн евро. 11 сентября в матче против «Ромы» он дебютировал в Серии А. 4 декабря в поединке против «Катании» Виктор забил свой первый гол за «Кальяри».
1 февраля 2015 года перешёл в «Рому» на правах аренды до конца сезона 2014/15 с возможным правом выкупа. 22 марта в матче против «Чезены» Ибарбо дебютировал за римлян, заменив Жервиньо во втором тайме.
Летом 2015 года для получения игровой практики Ибарбо на правах аренды перешёл в английский «Уотфорд». 27 сентября в матче против «Кристал Пэлас» он дебютировал в английской Премьер-лиге, заменив во втором тайме Бена Уотсона. В 2016 году на правах аренды был отдан в «Атлетико Насьональ», с которым вышел в плей-офф Кубка Либертадорес.
Летом 2016 года Виктор на правах аренды присоединился к греческому «Панатинаикосу». 28 июля в матче квалификации Лиги Европы против шведского АИКа Ибарбо дебютировал за новую команду. Через неделю в ответном поединке он забил свой первый гол за «Панатинаикос». 10 сентября в матче против «Левадиакоса» Ибарбо дебютировал в греческой Суперлиге. 20 октября в поединке Лиги Европы против льежского «Стандарда» он сделал дубль.
В начале 2017 года Виктор на правах аренды присоединился к японскому «Саган Тосу».

## Международная карьера
В 2009 году в составе молодёжной сборной Колумбии Ибарбо участвовал в молодёжном чемпионате Южной Америки в Венесуэле. На турнире он сыграл в матчах против команд Перу, Эквадора и дважды Венесуэлы и Аргентины.
25 мая 2010 года в товарищеском матче против сборной ЮАР Виктор дебютировал за сборную Колумбии. 14 ноября 2013 года в товарищеском поединке против сборной Бельгии Ибарбо забил свой первый гол за сборную.
В 2014 года Виктор попал в заявку сборной на Чемпионат мира в Бразилии. На турнире он сыграл в матчах против сборных Греции, Кот-Д’Ивуара и Бразилии.
В 2015 году в составе сборной Виктор принял участие в Кубке Америки в Чили. На турнире он сыграл в матчах против сборных Бразилии, Перу и Аргентины.

#### Голы за сборную Колумбии
| #   | Дата           | Место                                     | Противник | Счёт | Результат | Соревнование      |
| --- | -------------- | ----------------------------------------- | --------- | ---- | --------- | ----------------- |
| 01. | 14 ноября 2013 | Стадион короля Бодуэна, Брюссель, Бельгия | Бельгия   | 2:0  | 2:0       | Товарищеский матч |

## Клубная статистика
| Выступление           | Выступление      | Выступление      | Чемпионат | Чемпионат | Кубки | Кубки | Конт. | Конт. | Прочие | Прочие | Итого | Итого |
| Клуб                  | Лига             | Сезон            | Игры      | Голы      | Игры  | Голы  | Игры  | Голы  | Игры   | Голы   | Игры  | Голы  |
| --------------------- | ---------------- | ---------------- | --------- | --------- | ----- | ----- | ----- | ----- | ------ | ------ | ----- | ----- |
| Атлетико Насьональ    | Кубок Мустанга   | 2009-I           | 13        | 1         | 0     | 0     | 0     | 0     | 0      | 0      | 13    | 1     |
| Атлетико Насьональ    | Кубок Мустанга   | 2009-II          | 17        | 0         | 0     | 0     | 0     | 0     | 0      | 0      | 17    | 0     |
| Атлетико Насьональ    | Кубок Мустанга   | 2010-I           | 18        | 1         | 0     | 0     | 0     | 0     | 0      | 0      | 18    | 1     |
| Атлетико Насьональ    | Кубок Мустанга   | 2010-II          | 22        | 2         | 0     | 0     | 0     | 0     | 0      | 0      | 22    | 2     |
| Атлетико Насьональ    | Кубок Мустанга   | 2011-I           | 22        | 2         | 7     | 1     | 0     | 0     | 0      | 0      | 29    | 3     |
| Атлетико Насьональ    | Кубок Мустанга   | 2016-I           | 11        | 1         | 0     | 0     | 8     | 2     | 0      | 0      | 19    | 3     |
| Атлетико Насьональ    | Итого            | Итого            | 103       | 7         | 7     | 1     | 8     | 2     | 0      | 0      | 118   | 10    |
| Кальяри               | Серия A          | 2011/12          | 38        | 3         | 1     | 0     | 0     | 0     | 0      | 0      | 39    | 3     |
| Кальяри               | Серия A          | 2012/13          | 34        | 6         | 3     | 0     | 0     | 0     | 0      | 0      | 37    | 6     |
| Кальяри               | Серия A          | 2013/14          | 30        | 4         | 1     | 0     | 0     | 0     | 0      | 0      | 31    | 4     |
| Кальяри               | Серия A          | 2014/15          | 13        | 2         | 1     | 0     | 0     | 0     | 0      | 0      | 14    | 2     |
| Кальяри               | Итого            | Итого            | 115       | 15        | 6     | 0     | 0     | 0     | 0      | 0      | 121   | 15    |
| Рома (аренда)         | Серия A          | 2014/15          | 10        | 0         | 1     | 0     | 0     | 0     | 0      | 0      | 11    | 0     |
| Рома (аренда)         | Серия A          | 2015/16          | 2         | 0         | 0     | 0     | 0     | 0     | 0      | 0      | 2     | 0     |
| Рома (аренда)         | Итого            | Итого            | 12        | 0         | 1     | 0     | 0     | 0     | 0      | 0      | 13    | 0     |
| Уотфорд (аренда)      | Премьер-лига     | 2015/16          | 4         | 0         | 0     | 0     | 0     | 0     | 0      | 0      | 4     | 0     |
| Уотфорд (аренда)      | Итого            | Итого            | 4         | 0         | 0     | 0     | 0     | 0     | 0      | 0      | 4     | 0     |
| Панатинаикос (аренда) | Суперлига        | 2016/17          | 8         | 0         | 2     | 0     | 9     | 3     | 0      | 0      | 19    | 3     |
| Панатинаикос (аренда) | Итого            | Итого            | 8         | 0         | 2     | 0     | 9     | 3     | 0      | 0      | 19    | 3     |
| Всего за карьеру      | Всего за карьеру | Всего за карьеру | 242       | 22        | 16    | 1     | 17    | 5     | 0      | 0      | 275   | 28    |

по состоянию на 1 февраля 2017